# Colete salva-vidas

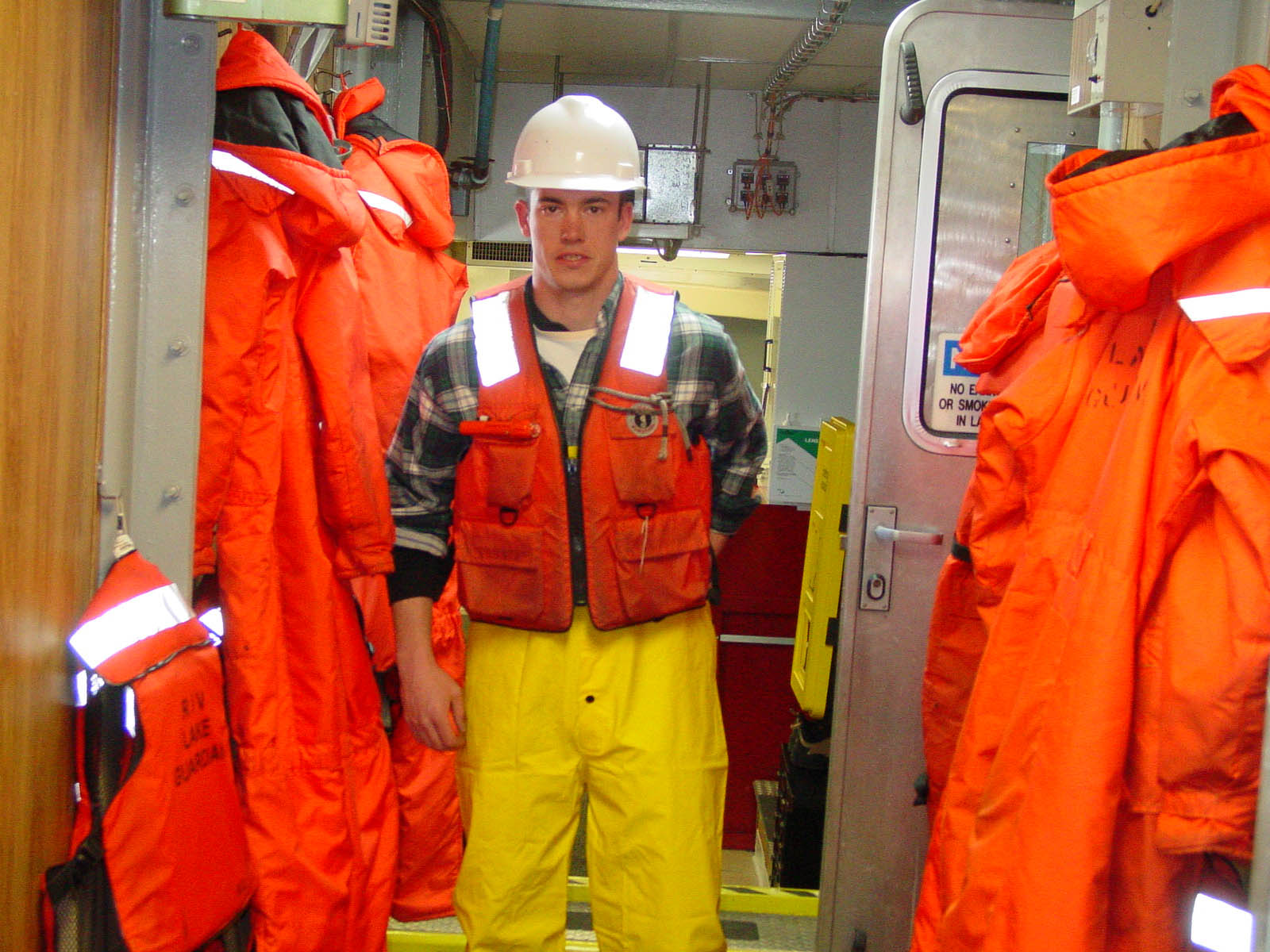
Homem vestindo colete salva-vidas

Colete salva-vidas é um equipamento individual de salvamento que permite a uma pessoa manter-se em flutuação na água. É confeccionado em materiais rígidos ou com a possibilidade de ser inflado com ar. Pode também tornar-se parte de uma peça de vestuário, como uma jaqueta. São equipamentos obrigatórios em embarcações, exigidos durante vistorias e homologados segundo normas de cada país.

## Classificação
Há cinco tipos de coletes salva-vidas, classificados de acordo com a forma e condições de uso:
- Classe I: Colete para mar aberto, utilizado para navegação em oceanos e produzido conforme a Convenção Internacional para a Salvaguarda da Vida Humana no Mar.
- Classe II: Colete para navegação costeira, fabricado de acordo com as normas da classe anterior para ser utilizado em águas calmas onde pode ser realizado um resgate rápido.
- Classe III: Colete para navegação interior, utilizado em atividades de lazer como canoagem e pescaria.
- Classe IV: Material de flutuação que pode ser utilizado por pessoas que caiam acidentalmente na água até que o resgate seja realizado. Deve estar disponível a quem realiza trabalho na borda da embarcação.
- Classe V: Dispositivos especiais de flutuação empregados em atividades específicas como rafting e windsurf. Cada atividade possui seu modelo apropriado.